# Just Jim
Just Jim é um filme norte-americano de 1915, do gênero drama, dirigido por Oscar A. C. Lund e estrelado por Harry Carey, interpretando o personagem principal, Jim.